# Вервейн, Остин
Остин Вервейн (англ. Austin Wehrwein; 12 января 1916 года — 29 апреля 2008 года) — американский журналист и обозреватель Milwaukee Journal, в 1953 году удостоенный Пулитцеровской премии за международный репортаж за свою серию статей об экономическом развитии Канады.

## Биография
Остин Вервейн родился в Остине в 1916 году, позднее его семья переехала в Мадисон (Висконсин), где он окончил среднюю школу. В 1937 году Вервейн получил степень по экономике в университете штата, через три года — степень по праву в Колумбийском университете. В студенческие годы он параллельно работал внештатным репортёром Milwaukee Journal и по окончании обучения решил продолжать журналистскую карьеру, несмотря на успешную сдачу квалификационного экзамена на адвоката.
Во время Второй мировой войны Вервейн на добровольной основе служил в авиационном корпусе армии США, одновременно работая для мадисонских филиалов Associated Press и Milwaukee Journal, а также вашингтонского бюро United Press. В дальнейшем журналист получил место в армейской газете Star and Stripes в Шанхае, но по окончании военных действий вернулся на службу United Press. В 1948 году Вервейн переехал в Великобританию, где посещал лекции Лондонской школы экономики. Вскоре он присоединился к Управлению экономического сотрудничества для работы над Планом Маршалла.
В 1951 году Остин Вервейн вернулся к службе в Milwaukee Journal в качестве финансового обозревателя. Через год по заданию редакции он подготовил серию из 26 статей об экономическом, политическом и социальном положении Канады, которые позднее были изданы в качестве книги «Новый век Канады» (англ. Canada's New Century). За свою работу в 1953-м он получил Пулитцеровскую премию за международный репортаж. В дальнейшие годы Вервейн работал автором и редактором журнала Time, новостных изданий New York Times и Chicago Sun-Times. В 1966 году он перешёл в штат The Minneapolis Star как автор редакционных статей, получив возможность освещать интересные ему экономические и политические темы. Вервейн продолжал работать в течение последующего десятилетия и вышел на пенсию в 1982 году. Он скончался в Миннеаполисе возрасте 92 лет.